# 东良站
東良站（：／ Dongnyang yeok */?）是位于韩国忠清北道忠州市東良面的一个车站，属于忠北线。

## 历史
- 1959年1月1日 - 落成使用。

## 相鄰車站
韓國鐵道公社
忠北線
牧杏－東良－三灘